# Онфлёр (кантон)
Онфлёр (фр. Honfleur) — упраздненный кантон во Франции, находился в регионе Нижняя Нормандия. Департамент кантона — Кальвадос. Входил в состав округа Лизьё. Население кантона на 2006 год составляло 16715 человек.
Код INSEE кантона 1419. Всего в кантон Онфлёр входило 13 коммун, из них главной коммуной являлась Онфлёр.

## Коммуны кантона
- Аблон — население 1145 чел.
- Барнвиль-ла-Бертран — население 140 чел.
- Крикбёф — население 207 чел.
- Экемовиль — население 1255 чел.
- Фурнвиль — население 455 чел.
- Женвиль — население 702 чел.
- Гонвиль-сюр-Онфлёр — население 760 чел.
- Онфлёр — население 8177 чел.
- Ла-Ривьер-Сен-Совёр — население 1719 чел.
- Ле-Тей-ан-Ож — население 160 чел.
- Пендепи — население 316 чел.
- Кетвиль — население 367 чел.
- Сен-Гатьен-де-Буа — население 1312 чел.